# Stolperschwelle in Graz
Die Stolperschwelle in Graz dokumentiert die Stolperschwelle, die im Rahmen des Kunst-Projektes Stolpersteine von Gunter Demnig in Graz verlegt wurde. Es handelt sich um die erste Stolperschwelle Österreichs.

## Stolperschwelle

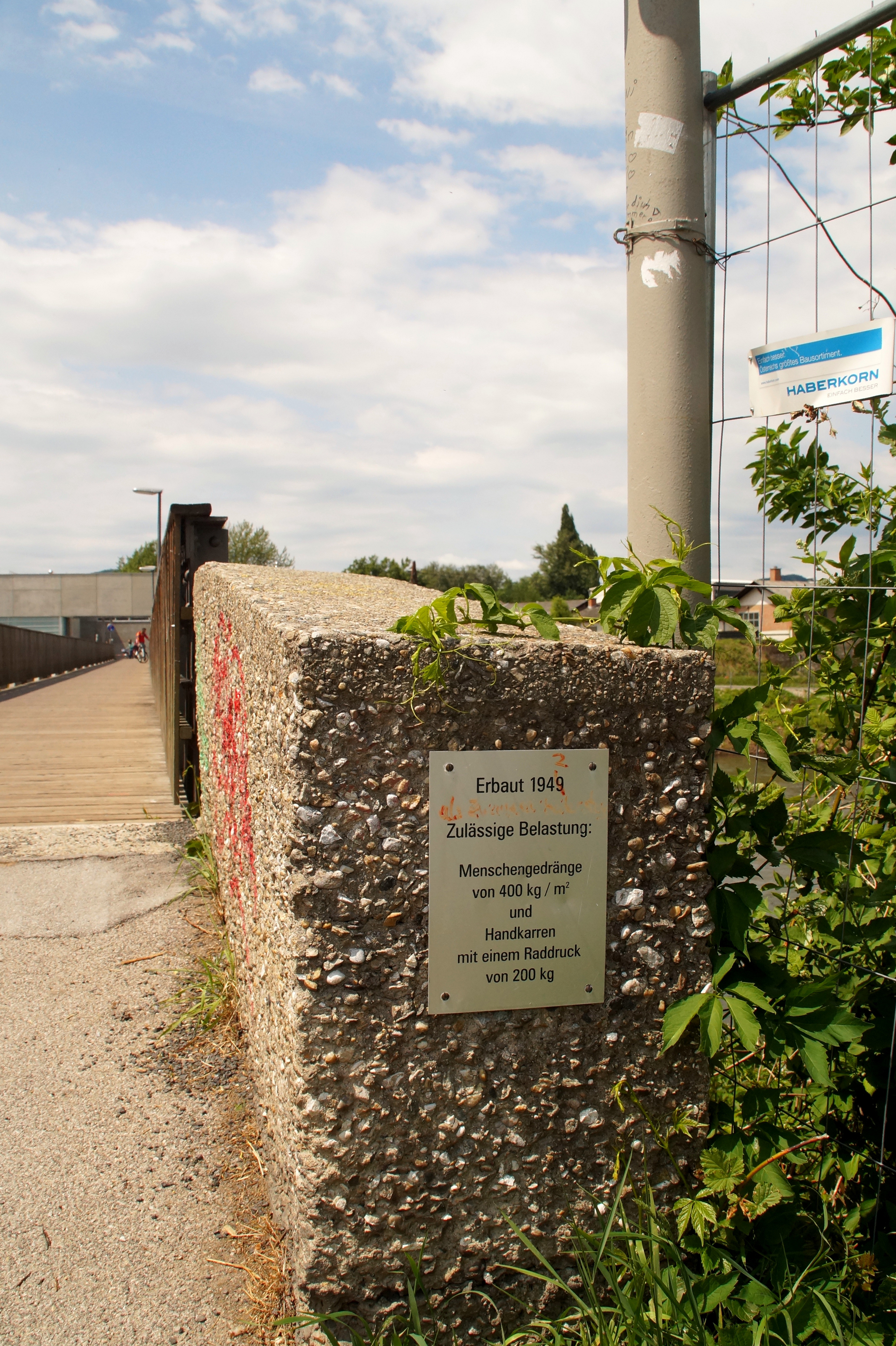
Tafel am Puchsteg am linken Brückenkopf „Erbaut 1949 ...“ handschriftlich korrigiert auf 1942 (2017, Bauzaun für Baustelle Murkraftwerk und Speicherkanal)

In Graz wurde am 22. Oktober 2020 die erste Stolperschwelle Österreichs beim Lager Liebenau, am linken Muruferweg auf Höhe des 2019 abgerissenen Puch-Stegs verlegt. Der Steg war die Verbindung des linksufrigen Zwangsarbeiterlagers Graz-Liebenau mit dem Puch-Werk, das auch während des Zweiten Weltkriegs Fahrräder und Motorräder herstellte, die überwiegend an den Staat abgegeben werden mussten. Der schmale Steg war bis zuletzt (nur) für Radfahrer und Fußgänger offen und wurde im Zusammenhang mit dem Lager (etwa) 1942 errichtet, nach dem Zweiten Weltkrieg 1949 und um 2010 saniert und 2019 wegen des Baus des Murkraftwerks Graz-Puntigam abgerissen und verschrottet. Am linken Brückenkopf war eine gefräste Alutafel zur Entstehung (fehlerhaft datiert, siehe Bildtext) und Tragfähigkeit des Stegs angebracht und auf einem Stahlrohrsteher ein grün-weißes Straßenschild – eventuell ebenfalls mit Zeitangabe. Es wurde die Zeit der Sanierung nach dem Krieg und nicht die Zeit des Baus im Krieg angegeben. Über den Verbleib beider Schilder ist beim Archiv der Stadt Graz 2020 nichts bekannt; das Bauwerk stand nicht im Eigentum der Stadt Graz.
Die Stolperschwelle hatte die Maße 720 × 97 × 97 mm.
| Schwelle  | |
| Inschrift | EHEMALIGER ´PUCH-STEG´– ´LAGER V´ GRAZ LIEBENAU 1940–1945 DIESE – HEUTE VERSETZTE — BRÜCKE MUSSTEN MINDESTENS 5.000 ZWANGSARBEITER/INNEN UND KRIEGSGEFANGENE TÄGLICH AUF DEM WEG VOM ´LAGER V´ IN DIE STEYR-DAIMLER-PUCH-WERKE ÜBERQUEREN IM APRIL 1945 WAR DAS LAGER ZUDEM ZWISCHENSTATION FÜR ÜBER 5.000 UNGARISCH-JÜDISCHE ZWANGSARBEITER AUF DEN TODESMÄRSCHEN IN DAS KZ MAUTHAUSEN MINDESTENS 34 MENSCHEN WURDEN IM LAGER ERSCHOSSEN VIELE WEITERE STARBEN AN VERWEIGERTER MEDIZINISCHER VERSORGUNG UND MANGELNDER VERPFLEGUNG |
| Ort       | Linkes Murufer, beim ehemaligen Puchsteg |

## Verlegedatum
- 22. Oktober 2020[1]